# Su-ao
Su-ao (cinese tradizionale: 蘇澳; Wade-Giles: Su-ao; pinyin: Sū'ào; POJ: So͘-Ò) è una città situata nella contea di Yilan, a Taiwan. La città è rinomata soprattutto per la sua gastronomia a base di frutti di mare, oltre che per le sue sorgenti fredde.

A Su-ao giunge il tratto finale dell'Autostrada Nazionale No. 5, la strada espressa Suao-Hualien e la linea "North-Link" della Taiwan Railway Administration. Vi sono, inoltre, due grandi porti: il porto Su-ao è multifunzionale ed ospita anche un cantiere navale, mentre il porto Nanfang-ao è adibito soprattutto alla pesca.

## Galleria d'immagini

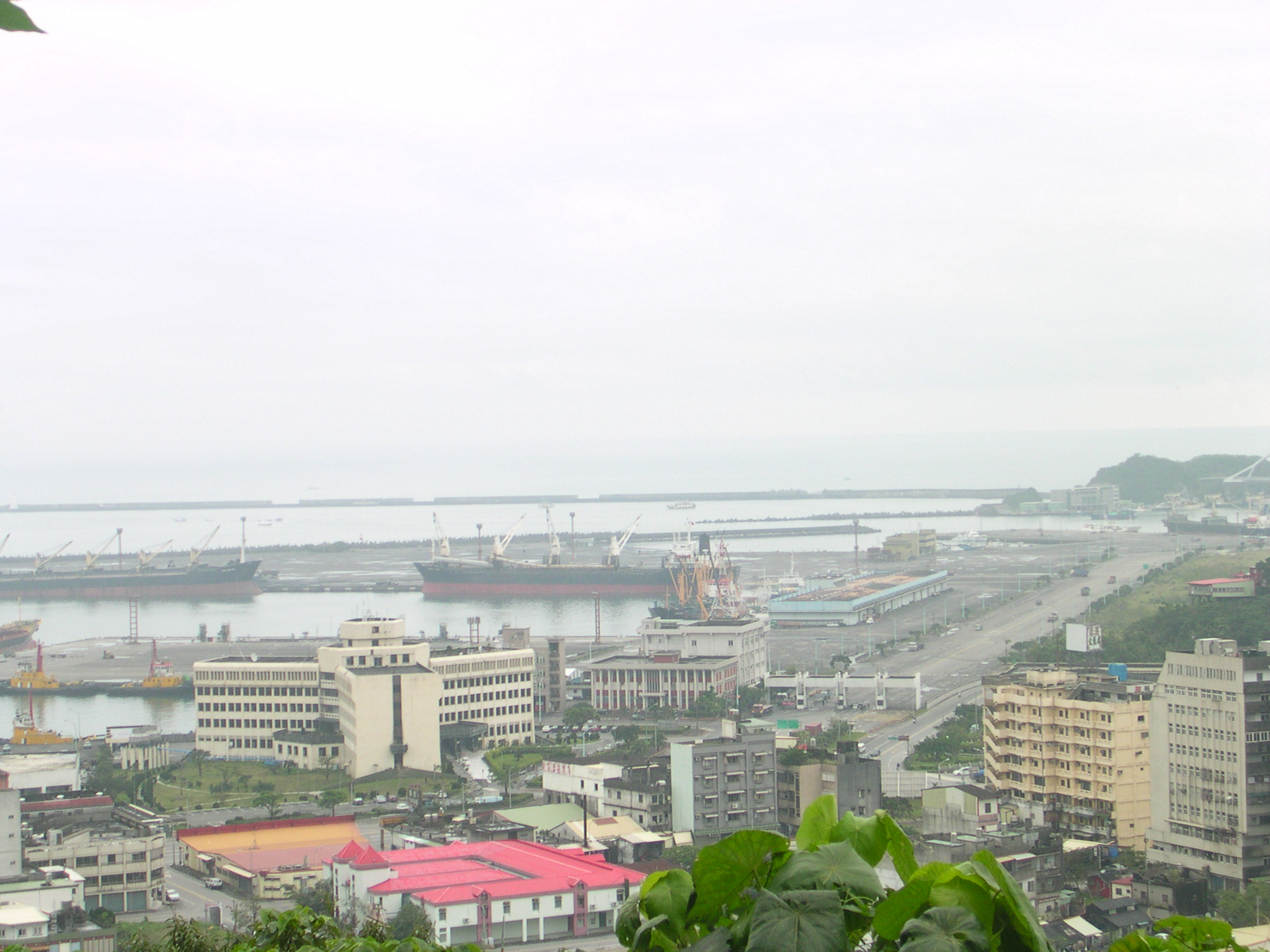
Navi nel porto di Su-ao
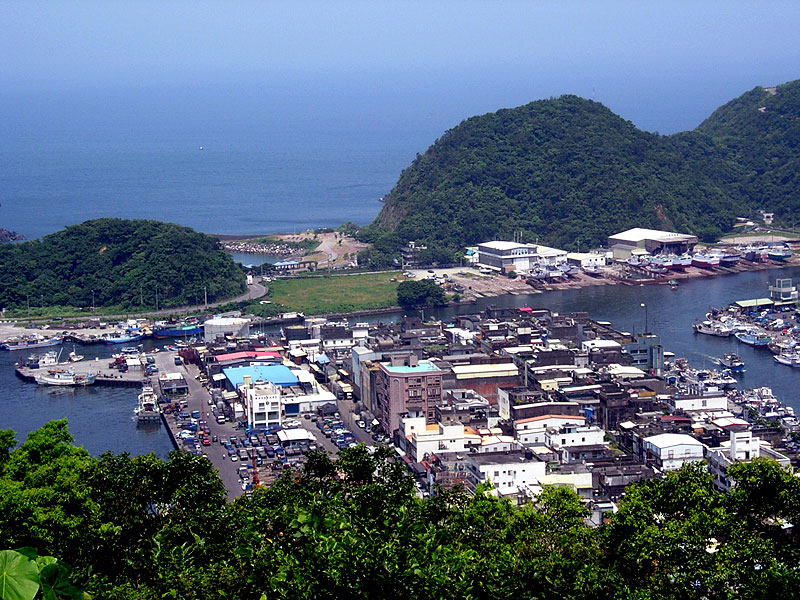
Panorama dell'area portuale